# Župnija Kozje
Župnija Kozje je rimskokatoliška teritorialna župnija Dekanije Kozje–Rogatec–Šmarje pri Jelšah Škofije Celje.
Do 7. aprila 2006, ko je bila ustanovljena Škofija Celje, je bila župnija del Kozjanskega naddekanata Škofije Maribor.

## Cerkve
| Slika                     | Cerkev                                    | Naselje |
| ------------------------- | ----------------------------------------- | ------- |
| Klikni za spremembo slike | Cerkev Marijinega vnebovzetja (župnijska) | Kozje   |
| Klikni za spremembo slike | Cerkev sv. Eme (pokopališka)              | Kozje   |